# Monarchianismus
Monarchianismus (von griechisch μόνος mónos „einzig“, „allein“ und ἄρχειν árchein „herrschen“) ist Sammelbegriff für eine vielfältige Gruppe theologischer Ansichten im Christentum seit dem 2. Jahrhundert. Den Ausdruck Monarchianismus verwendete erstmals Tertullian.
Monarchianismus ist keine Selbstbezeichnung für ein bestimmtes einheitliches theologisches System. Gemeinsam ist diesen vielfältigen Ansätzen nur, dass sie das Problem des Verhältnisses zwischen Gott, dem Vater, und Jesus Christus als Sohn Gottes im Sinne eines strengen Monotheismus lösen wollten. Sie vertraten Ansichten, die Konflikte mit weiteren theologischen Positionen im römischen Christentum auslösten und mit fortschreitender Ausbildung einer zusehends einheitlicheren Kirchen-Theologie ab dem 3. Jahrhundert zu vermehrten Verurteilungen als Häretiker führten.
Antike Monarchianer befürchteten, dass die Lehre von der Trinität dazu führe, faktisch den Vater und den Sohn zu zwei verschiedenen Göttern zu machen. Daher schlugen sie zwei völlig entgegengesetzte Wege ein.
Die eine Richtung wollte die Einheit Gottes (des Vaters) wahren, indem sie lehrte, Christus sei als bloßer Mensch geboren und erst später von Gott als Sohn angenommen („adoptiert“) worden (dynamischer Monarchianismus oder Adoptianismus).
Die andere Richtung betonte dagegen die Einheit Gottes (als Vater und Sohn) in der Weise, dass Vater und Sohn als verschiedene Seinsweisen des einen Gottes betrachtet wurden. Das führte zur Annahme, Gott Vater selbst habe in der Gestalt des Sohnes am Kreuz gelitten (Modalismus oder Patripassianismus).

## Adoptionismus
Dynamischer Monarchianismus oder Adoptionismus, von Gegnern auch als Psilantropismus bezeichnet, geht von einem Monotheismus von Gott dem Vater aus. Jesus Christus wird als auf übernatürliche Weise aus dem Heiligen Geist und der Jungfrau geborener Mensch angesehen, der bei seiner Taufe von Gott in besonderem Maß mit Kraft ausgestattet und als Sohn angenommen wurde. Als biblische Grundlage dafür werden Markus 1,9–11  und – wenn auch umstritten – Römer 1,3f  angegeben. Diese Ansicht vertrat erstmals etwa 190 in Rom Theodotos von Byzanz und später auch dessen Nachfolger Artemon.
Da Theodotus betonte, dass diese Lehre der apostolischen Tradition entstamme, wurde er von Papst Viktor I. exkommuniziert. Artemon wurde von Hippolytus zurückgewiesen, der jene Lehre als innovativen Versuch verurteilte, die Schrift gemäß hellenistischer Logik zu rationalisieren. Die Melchisedekianer (nach der Bibelstelle Hebräer 5,6) bildeten ebenfalls eine Gruppe dynamistischer Monarchianer.
Wahrscheinlich ist, dass auch Paul von Samosata einen dynamischen Monarchianismus vertrat.
Heute wird dynamischer Monarchianismus zum Beispiel von Christadelphians, Anthroposophen, The Way International und Unitariern vertreten.

## Modalismus
Der Modalismus (auch modalistischer Monarchianismus genannt) versucht das Problem andersartig zu lösen. Er wahrt die volle Gottheit des Sohnes und gelangt zwecks Wahrung des Monotheismus zu Positionen, die auf eine Identität von Vater und Sohn hinauslaufen, da sie je nach Situation nur verschiedene Seinsweisen des einen Gottes darstellen ohne reale Differenz dazwischen.
Frühe Monarchianer im 2. und 3. Jahrhundert waren Noëtus von Smyrna, gegen den Hippolyt schrieb (Philosophumena IX 7.10, X 27; Contra haeresim Noëti), und Praxeas, den Tertullian mit der Schrift Adversus Praxean bekämpfte.
Beide wurden polemisch als Patripassianer bezeichnet. Patripassianismus („Leiden des Vaters“, von lateinisch pater, „Vater“, und passio, „Leiden“) war ein von Tertullian eingeführter Kampfbegriff; die Bezeichnung Modalismus wurde erst in der Neuzeit eingeführt. Patripassianismus lehrt, dass der Vater selbst Mensch wurde, von der Jungfrau Maria geboren wurde und am Kreuz litt und starb. Praxeas unterschied zwischen dem Christus, der der Vater ist, und dem Sohn, der ein schlichter Mensch ist. Auf diese Weise litt der Vater mit dem menschlichen Jesus.
Auch die Testamente der zwölf Patriarchen außerhalb des biblischen Kanons sprechen vom Erscheinen Gottes in menschlicher Gestalt auf der Erde und erwähnen an einer Stelle ein „Leiden des Höchsten“. Dies gilt als Beleg für modalistische Ansichten auch im damaligen judenchristlichen Bereich.
Einen ausgefeilteren Modalismus vertrat im frühen dritten Jahrhundert Sabellius in Rom. Der Begriff Sabellianismus wurde ab dem vierten Jahrhundert in Auseinandersetzungen um Marcellus von Ancyra greifbar, der die 'modalistisch' wirkende Idee der ökonomischen Trinität postulierte, wonach Gott unteilbar sei.
Doch Vater (Schöpfer und Gesetzgeber), Sohn (Erlöser) und Heiliger Geist (die göttliche Gegenwart unter Menschen) seien drei zeitlich aufeinanderfolgende heilsgeschichtliche Erscheinungsformen bzw. 'persona' der göttlichen Monas, der (in sich) schon differenzierten Einheit, die sowohl Vater, Logos und Geist ist. Bei Marcellus starb nicht Gott selber in Christus. Sabellius versuchte den Monotheismus zu bewahren und vertrat vermutlich den seinerzeit typischen Modalismus in der Version von Noet. Noet deutete die Heilsgeschichte noch ohne Einbeziehung des Heiligen Geistes, der in jene Debatten erst im Laufe des 4. Jahrhunderts Eingang fand.
Sabellius wurde in Rom um 220 vom römischen Bischof Calixt I. aus der römischen Kirchengemeinde ausgeschlossen wie auch Hippolyt von Rom. Beide waren Wortführer von Gegnern und Befürwortern des Monarchianismus. Wie Hippolyt wurde Sabellius nicht wegen einer Irrlehre ausgeschlossen, sondern wegen der heftigen, kompromisslosen Konflikte in Rom.
In späteren trinitarischen Disputen des vierten Jahrhunderts verwendete man den Begriff Sabellianismus für Positionen, die den Unterschied zwischen Vater und Sohn verwässerten.
Der Modalismus als Idee, Vater und Sohn seien nur verschiedene Seinsweisen EINES Gottes widerspricht der traditionellen, aus der griechischen Philosophie stammenden Überzeugung, Gott könne nicht leiden, da dies mit seiner Vollkommenheit und Autarkie unvereinbar sei. Diese Überzeugung (Lehre von der Apathie Gottes) aus dem Platonismus und Aristotelismus wurde von Kirchenvätern übernommen, mit der bedeutenden Ausnahme des Lactantius (De ira Dei).
Dennoch waren mehrheitlich die Lehren, die von einem Leiden Gottes ausgingen, für die Kirche unannehmbar.
Eine Art Modalismus vertreten heute manche Gruppen der Pfingstbewegung, der Vereinigten Apostolischen Kirche und einige kleinere mormonischen Kirchen.
In der modernen Theologie verwenden namhafte Theologen modalistisch klingende Formulierungen (Barth: „Seinsweisen“ Gottes; Rahner: Subsistenzweisen oder Werbick: Daseinsweisen). Diese sind nicht von der Verurteilung des Modalismus betroffen, solange sie nicht als Leugnung realer und bleibender innertrinitarischer Differenzen (miss-)verstanden werden.